# Mount Karpinskiy
Mount Karpinskiy (russisch Гора Карпинского Gora Karpinskowo) ist ein isolierter Berg im ostantarktischen Königin-Maud-Land. In den Russkiye Mountains ragt er 17,5 km südlich des Zhelannaya Mountain auf.
Wissenschaftler einer sowjetischen Antarktisexpedition entdeckten und kartierten ihn im Jahr 1959. Namensgeber ist der russische Geologe Alexander Petrowitsch Karpinski (1847–1936), Präsident der Akademie der Wissenschaften der UdSSR. Das Advisory Committee on Antarctic Names übertrug die russische Benennung im Jahr 1971 ins Englische.